# Carlos Duarte Costa
Carlos Duarte Costa, né le 21 juillet 1888 à Rio de Janeiro, et mort le 26 mars 1961 dans la même ville, est un prêtre et évêque catholique brésilien. Il est le fondateur de l'Église catholique apostolique du Brésil, une Église catholique indépendante, et de son réseau international, qui est devenu après sa mort la Communion mondiale des Églises apostoliques catholiques.  
Alors qu'il est évêque catholique de Botucatu, il est excommunié par le pape Pie XII pour schisme après des années de discussion sur diverses questions doctrinales et canoniques (comme sur le célibat clérical). Duarte Costa est canonisé par l'Église catholique apostolique brésilienne sous le nom de São Carlos do Brasil (Saint Charles du Brésil).

## Biographie
Né à Rio de Janeiro en 1888, Carlos Duarte Costa vient d'une famille engagée en politique et dans le service public. Il fait ses études primaires au collège salésien Santa Rosa de Niterói et, le 24 juillet 1897, il reçoit sa première communion des mains de son oncle, Mgr Eduardo Duarte et Silva (pt). La même année, son oncle l'emmène à Rome pour étudier au Collège pontifical Pio d'Amérique latine (en), organisé par la Compagnie de Jésus. En 1905, il revient au Brésil pour des raisons de santé et entre au séminaire augustinien à Uberaba, où il poursuit ses études philosophiques et théologiques. Il réussit de justesse à terminer ses études et à obtenir son diplôme pour pouvoir être ordonné, son oncle s'étant porté garant de son neveu. Après être ordonné diacre, il sert dans l'église cathédrale d'Uberaba sous son oncle.  
Il est ordonné prêtre le 1er avril 1911 par Mgr Eduardo Duarte et Silva (pt). Il travaille avec son oncle à Uberaba comme secrétaire du diocèse. À cette époque, il reçoit le titre de monseigneur pour la publication d'un catéchisme pour enfants. Il est ensuite promu protonotaire apostolique et secrétaire général de l'archidiocèse de Rio de Janeiro, jusqu'en 1923.
Le 4 juillet 1924, le pape Pie XI le nomme évêque de Botucatu. Il reçoit l'ordination épiscopale le 8 décembre suivant dans la cathédrale métropolitaine de Rio de Janeiro de l'archevêque coadjuteur de Rio de Janeiro Sebastião Leme da Silveira Cintra,. 

### Évêque
Pendant les années 1930, Duarte Costa est profondément impliqué dans les changements sociaux et politiques en cours au Brésil. L'économie du Brésil s'effondre en 1929 après la Grande Dépression et un régime militaire populiste commandé par Getúlio Vargas prend le pouvoir en 1930. En 1932, il est devenu porte-parole de la Ligue électorale catholique, organisée par l'Église pour faire pression sur les lois et les actes du gouvernement pour s'inspirer des principes chrétiens.
En 1932, Duarte Costa a joué un rôle actif dans la révolution constitutionnaliste, une tentative ratée de rétablir le gouvernement constitutionnel au Brésil. Il a formé un « bataillon d'évêques » pour combattre aux côtés des troupes constitutionnalistes. Le bataillon n'a jamais combattu et cela a été une source de déception pour lui. Le soutien de Duarte Costa à la révolution constitutionnelle lui a marqué le début d'une longue période de relations difficiles entre lui-même et le gouvernement brésilien,,. 
En 1936, il fait sa deuxième visite ad limina et rencontre le pape Pie XI. Il aurait présenté au pape une liste de propositions de réformes radicales pour l'Église du Brésil, même s'il n'y a aucune preuve de cela. Durant ce temps, il est devenu ami de Mgr Hélder Câmara.
Le 22 septembre 1937, le pape accepte son renoncement au gouvernement pastoral du diocèse et le nomme évêque titulaire de Maura (de). Il quitte la curie diocésaine, mais reste à Rio de Janeiro. Il obtient le soutien d'un protecteur, le cardinal Sebastião Leme da Silveira Cintra, qui lui accorde la permission d'avoir une chapelle privée. Il fonde ensuite le magazine Nossos (« Nos ») comme véhicule pour répandre la dévotion à la Vierge Marie.
Bientôt, il a repris ses critiques verbales au gouvernement et à l'administration de l'Église nationale, qu'il considérait comme un accessoire de la maltraitance des pauvres au Brésil. Il a ouvertement critiqué certaines encycliques papales, notamment la Rerum novarum du pape Léon XIII et Quadragesimo anno et Divini Redemptoris du pape Pie XI.
Tant qu'il bénéficie de la protection du cardinal Sebastião Leme da Silveira Cintra, l'activisme politique de Duarte Costa se déroule sans trop de problèmes. Immédiatement après le décès du cardinal, il est officiellement accusé par le gouvernement brésilien d'être un sympathisant communiste. Il est arrêté le 6 juin 1944 et emprisonné à Belo Horizonte. Le mois suivant, la cour ecclésiastique, pour le punir de son indiscipline, lui interdit de prêcher. Il reste emprisonné jusqu'au 6 septembre 1944, date à laquelle il est libéré sous pression des ambassades du Mexique et des États-Unis d'Amérique.
En réponse à l'insoumission continue de Duarte Costa, le 2 juillet 1945, le Saint-Siège lui impose la peine d'excommunication. Après en avoir été informé, il a répondu : « Je considère que c'est l'un des jours les plus heureux de ma vie ». Il s'est immédiatement proclamé « archevêque de Rio de Janeiro » et a déclaré à la presse qu'il espérait bientôt ordonner dix avocats mariés et professionnels comme prêtres de sa nouvelle église.

## L'Église catholique apostolique du Brésil
Quelques jours après avoir appris son excommunication, Duarte Costa fonde l'Église catholique apostolique brésilienne. Son statut est publié dans le registre fédéral le 25 juillet 1945 et l'Église est légalement enregistrée comme association civile. Le 18 août 1945, Duarte Costa publie une « Déclaration à la nation », dans laquelle il critique à nouveau l'Église catholique romaine et promeut sa nouvelle Église nationale. Bien qu'il soit déjà excommunié, il est déclaré "excommunié à vie" le 24 juillet 1946. Cela interdit aux catholiques de s'associer avec lui. 
Avec la formation de l'Église catholique apostolique brésilienne, il met en œuvre une série de réformes pour résoudre ce qu'il considérait comme des problèmes dans l'Église catholique romaine. Le célibat ecclésiastique est aboli et les règles de réconciliation des personnes divorcées sont appliquées. La liturgie est traduite en vulgaire et, en émulation d'une courte expérience en France, le clergé est censé vivre et travailler parmi les gens et subvenir à leurs besoins et à ceux de leurs ministères avec un emploi laïque. Selon Randolph A. Brown, l'Église catholique apostolique brésilienne a rapidement commencé à être identifiée comme « l'Église des pauvres ». Sa réflexion théologique et les activités pastorales qu'il a menées se sont concentrées sur la pratique sans renoncer aux sciences sociales pour comprendre la réalité. Cela en fait l'un des précurseurs de la théologie de la libération, encore combattue aujourd'hui par les secteurs conservateurs de l'Église catholique romaine pour l'empreinte marxiste et matérialiste de certaines de ses formes. Certains théologiens de l'Église fondée par Duarte Costa revendiquent son statut de précurseur de cette école théologique.

## Mort
Duarte Costa est décédé dans son sommeil à Rio de Janeiro le 26 mars 1961, le dimanche des Rameaux, à l'âge de 72 ans. À cette époque, l'Église catholique apostolique brésilienne comptait 50 prêtres et 37 évêques, avec de nombreuses congrégations se tenant dans des maisons privées.